# Maison, 7 rue Le Taillandier (Lannion)
La maison, 7 rue Le Taillandier est située à Lannion en France.

## Localisation
La maison est située sur le territoire de la commune de Lannion, 7 rue Emile-Letaillandier, dans le département  des Côtes-d'Armor, dans la région Bretagne.

## Description
La façade de la maison présente un revêtement de panneaux de bois particulier aux maisons des Côtes-d'Armor.

## Historique
La maison est inscrite partiellement (façade et toiture) au titre des monuments historiques par arrêté du 2 décembre 1926.

## Galerie

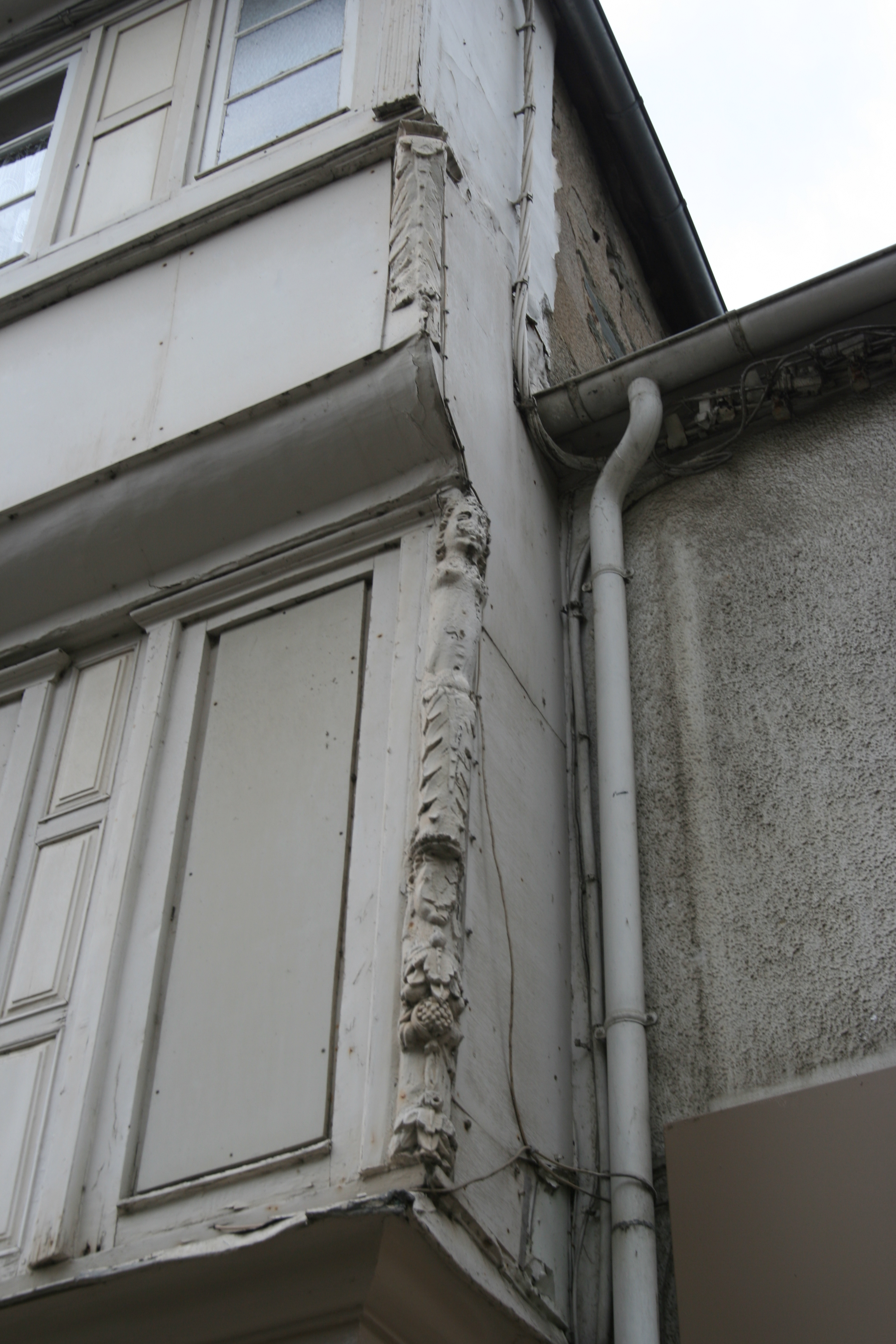